# Messier 83
Messier 83 (M83 ili NGC 5236 ili Južno vatreno kolo) je prečkasta spiralna galaksija u zviježđu Vodenoj zmiji.
Nicolas Louis de Lacaille otkrio ju je 1752. godine De Lacaille, prilikom promatranja s Rta Dobre Nade. Charles Messier je galaksiju samostalno otkrio skoro 30 godina kasnije, 1781. godine.

## Svojstva
M83 nalazi se na udaljenosti od 14,7 milijuna godina svjetlosti u zviježđu Vodena Zmija. Njene prividne dimenzije su 12,9' x 11,5' što odgovara stvarnim dimenzijama od 55.000 svjetlosnih godina. Svojim dimenzijama, M83 je dvostruko manja od naše Mliječne staze.
M83 je klasificirana kao prečkasta spiralna galaksija. Njeni spiralni krakovi su veoma jasno definirani plavim zvijezdama i otvorenim skupovima. Između izraženih spiralnih krakova nalaze se regije s manjim brojem zvijezda. Pruge prašine i plina prožimlju cijelu galaksiju i mogu se pratiti skroz do središta galaktike koja ima samo 20" u promjeru (oko 1425 svjetlosnih godina). 
M83 je bila prva otkrivena galaktika van naše Lokalne grupe.
U ovoj je galaktici otkriveno šest supernova: SN 1923A, SN 1945B, SN 1950B, SN 1957D, SN 1968L i SN 1983N.
16. travnja 2008. Nasin projekt Galaxy Evolution Explorer izvijestio je o pronađenim brojnim novim zvijezdama na vanjskim rubovima galaktike. Do tad se mislilo da ta područja nemaju dostatno materijala za oblikovanje zvijezda.¸

## Okolina
Messier 83 središnja je galaksija M83 subgrupe, koja je dio Centaur A/M83 grupe. Galaksija Centaur A je središnja galaksija druge subgrupe.

## Amaterska promatranja
M83 je veoma teško uočiti iz hrvatskih krajeva unatoč njenom prividnom sjaju od magnitude + 7,5. Pravo je čudo kako ju je Charles Messier uspio uočiti svojim slabašnim teleskopom. 
M83 ima veliku južnu deklinaciju od - 30°. U hrvatskim krajevima galaktika kulminira na visini oko 15°  što veoma otežava promatranje takvog difuznog objekta. Čak i 200 mm-ski teleskop ima velikih problema. U najboljem slučaju, pri promatranju iz naseljenog mjesta, moguće je uočiti sjajniju, gotovo zvjezdoliku jezgru.

## Vanjske poveznice
- (engl.) SEDS: NGC 5236
- (engl.) Revidirani Novi opći katalog
- (engl.) Izvangalaktička baza podataka NASA-e i IPAC-a
- (engl.) Astronomska baza podataka SIMBAD
- (engl.) VizieR